# Кот Фриц
Кот Фриц (англ. Fritz the Cat) — персонаж комиксов, созданных Робертом Крамбом и снятого по его мотивам мультфильма.
Первое появление Кота Фрица на экране произошло в 1959 году в мультсериале «Кошачья жизнь». Это был пока что прототип — обычный безымянный кот. В 1960 году образ стал антропоморфным: в фильме «Робин Гуд» и множестве комиксов кот ходил на задних лапах и носил одежду. В это же время у него появилось имя — Фриц. В начале 1970-х годов Ральф Бакши, искавший сюжет для дебютного полнометражного мультфильма, заинтересовался этим персонажем и в итоге получил право снять анимационную ленту с котом Фрицем в главной роли. В 1972 году фильм «Приключения кота Фрица» (англ. Fritz The Cat) вышел на экраны. Рассказывающий о проблемах американской молодёжи 1960-х годов, он заставил зрителей иначе воспринимать мультипликацию, поставив её в один ряд с художественными фильмами с участием живых актеров. Мультфильм стал самым успешным произведением независимой анимации, собрав в мировом прокате более 100 миллионов долларов, несмотря на впервые установленный для анимации рейтинг «X».
Продолжение приключений Кота Фрица появилось на экранах в 1974 году силами уже другого режиссёра — Роберта Тейлора. Мультфильм получил название «Девять жизней кота Фрица».
Создатель образа, Роберт Крамб, был недоволен экранным воплощением своего персонажа (в частности, в первом фильме — подачей секса и уклоном в правую политику) и даже требовал исключить своё имя из титров. Позднее он выпустил комикс, в котором Фрица убивает его бывшая подружка и утверждал, что «направил письмо, в котором просил больше не использовать ни одного из своих персонажей в фильмах».